# Kinixys zombensis
Espèce
Synonymes
- Kinixys belliana zombensis Hewitt, 1931
- Kinixys belliana zuluensis Hewitt, 1931
- Madakinixys domerguei Vuillemin, 1972
- Kinixys belliana domerguei (Vuillemin, 1972)

Statut CITES
Kinixys zombensis est une espèce de tortues de la famille des Testudinidae.

## Répartition
Cette espèce se rencontre en Afrique du Sud, au Mozambique, à Madagascar, au Malawi, en Tanzanie et à Madagascar.

## Liste des sous-espèces
Selon TFTSG (7 janvier 2012) :
- Kinixys zombensis domerguei (Vuillemin, 1972)
- Kinixys zombensis zombensis Hewitt, 1931

## Étymologie
Son nom d'espèce, composé de zomb et du suffixe latin -ensis, « qui vit dans, qui habite », lui a été donné en référence au lieu de sa découverte : la ville de Zomba au Malawi.

## Publications originales
- Hewitt, 1931 : Descriptions of some African tortoises. Annals of the Natal Museum, Pietermaritzburg, vol. 6, no 3, p. 461-506 (texte intégral).
- Vuillemin, 1972 : Note sur Madakinixys domerguei n. gen. n. sp. (Testudinidae). Annales de l’Université de Madagascar, Série Sciences de la Nature et Mathématiques, vol. 9, p. 169–182